# József Szuromi
József Szuromi – węgierski zapaśnik walczący w stylu klasycznym.
Srebrny medalista mistrzostw Europy w 1989. Wicemistrz Europy młodzieży w 1986 roku.